# Drehbrücke Giżycko

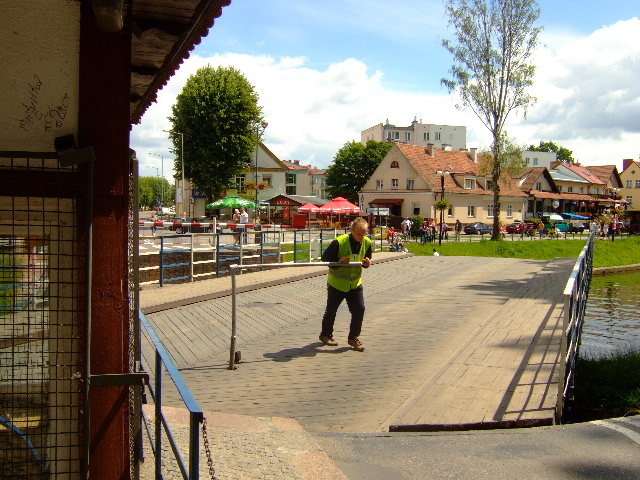
Brückenführer beim Öffnen der Brücke

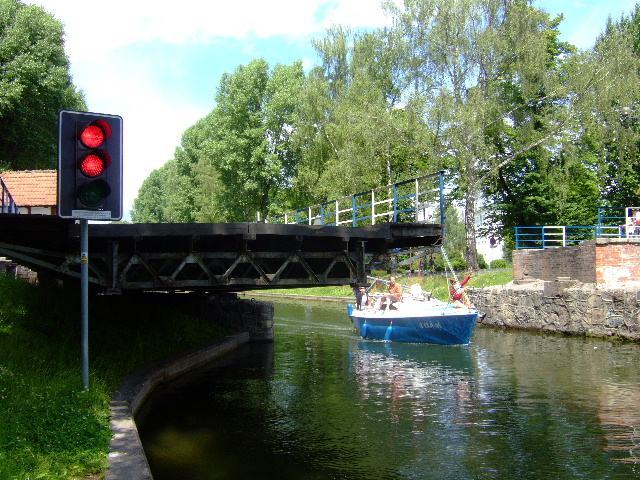
Drehbrücke im geöffneten Zustand

Die Drehbrücke Giżycko überquert den Kanał Giżycki (deutsch Lötzener Kanal) in Giżycko (deutsch Lötzen) in Polen. Sie ist eine der Attraktionen der Stadt in der Masurischen Seenplatte.

## Lage
Die Brücke ist Teil der Straße, die die Feste Boyen (polnisch Twierdza Boyen) mit dem Zentrum von Giżycko verbindet. Sie führt über den Kanał Łuczański, der den Kisajno, den südlichsten See des Mamry (deutsch Mauersee), mit dem Niegocin (deutsch Löwentinsee) verbindet.

## Geschichte
Die Anlage von Kanälen im damals ostpreußischen Masuren und die Nutzung der Kanäle durch Dampfschiffe führte in den 50er Jahren des 19. Jahrhunderts zum Bau der Lötzener Drehbrücke. Eine erste Konstruktion bestand aus zwei Brückenelementen, die auf die Seiten gedreht wurden, um Schiffe den Kanal passieren zu lassen. Am 4. September 1859 stürzte diese Brücke infolge Überlastung ein.
In den folgenden Jahren wurde nach einer neuen technischen Lösung gesucht. 1889 konstruierten Ingenieure der Firma Bechelt aus Grünberg eine neue Brücke, die nun aus einem 20 m langen und 8 m breiten beweglichen Brückenjoch bestand. Das mehr als 100 t schwere Element konnte von einem Brückenführer manuell auf eine Seite des Kanals gedreht werden. Ermöglicht wurde das durch ein entsprechendes Hebelübersetzungsverhältnis.

## Die Brücke heute
1960 bis 1970 wurde die Brücke modernisiert und mit einer elektrischen Anlage ausgestattet. Folge dieser Modernisierung waren starke Beschädigungen des Kais. Daraufhin wurde auf der damaligen Brücke eine Pionierbrücke errichtet. 1993 wurde die Drehbrücke wieder eröffnet. Seitdem wird sie tagsüber an festgesetzten Zeiten von einem Brückenführer per Hand bedient. Die Öffnung braucht etwa fünf Minuten. Anschließend können Boote eine halbe Stunde lang abwechselnd in beiden Richtungen den Kanal passieren.